# Decepció (terme militar)

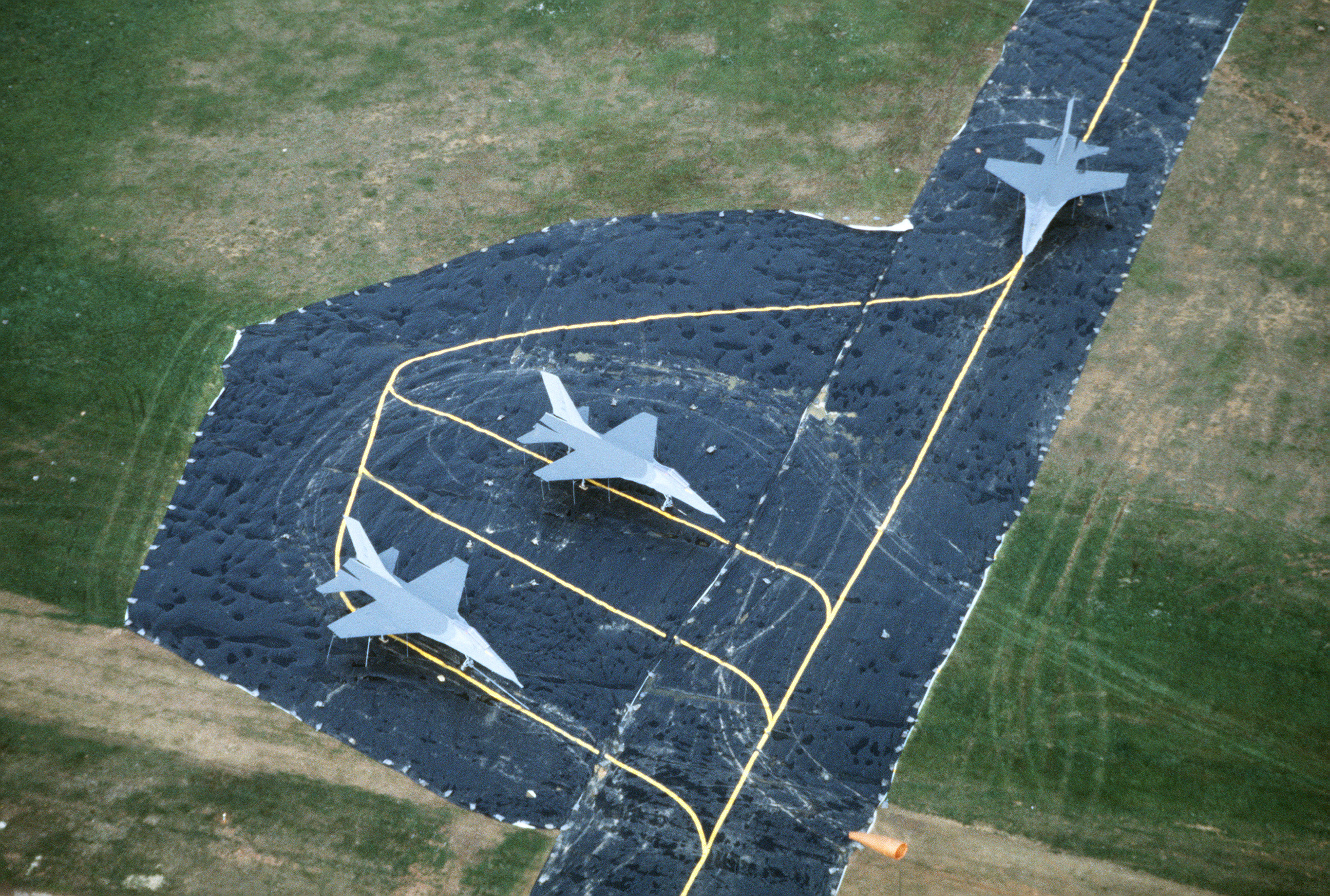
Avions F-16 simulats

El terme decepció militar prové de traduir "military deception", concepte que en parla anglesa s'usa per descriure un engany militar o desinformació, és a dir, per descriure aquelles accions executades amb l'objectiu d'enganyar els adversaris sobre les capacitats, intencions i operacions de les forces militars pròpies, promovent una anàlisi equivocada i causant que l'adversari obtingui conclusions falses. El terme decepció en català, per bé que es consideri arcaisme, també vol dir engany.
La doctrina militar dels Estats Units fa servir l'acrònim MILDEC (MILitary DECeption) i l'antiga doctrina militar de la Unió Soviètica i ara de Rússia usen el terme "maskirovka" (маскировка), literalment: camuflatge, ocultació.
La decepció en la guerra es remunta a la història primitiva; ja L'art de la guerra, un antic tractat militar xinès, posa èmfasi en la importància de la decpció com a forma de que les forces derrotin adversaris que els superen en nombre.
Al llarg de la història dels conflictes bèl·lics, la utilització de l'engany i la desinformació ha estat una constant. La recerca de l'avantatge en les operacions militars generant boira de guerra o la necessitat de minimitzar els efectes adversos del combat sobre les forces pròpies han convertit la decepció en una disciplina cada vegada més sofisticada, sovint enllaçada amb operacions encobertes i guerra psicològica.